# La Flamme du passé
Pour plus de détails, voir Fiche technique et Distribution.
La Flamme du passé (titre original : Goodbye, My Fancy) est un film américain réalisé par Vincent Sherman, sorti en 1951.

## Fiche technique
- Titre : La Flamme du passé
- Titre original : Goodbye, My Fancy
- Réalisation : Vincent Sherman
- Scénario : Ivan Goff et Ben Roberts d'après une pièce de Fay Kanin
- Photographie : Ted D. McCord
- Montage : Rudi Fehr
- Musique : Daniele Amfitheatrof
- Directeur musical : Ray Heindorf
- Direction artistique : Stanley Fleischer
- Costumes : Sheila O'Brien
- Producteur : Henry Blanke
- Société de production : Warner Bros. Pictures
- Pays d'origine :  États-Unis
- Format : Noir et blanc — 35 mm — 1,37:1 — Son : Mono (RCA Sound System)
- Genre : Comédie romantique
- Durée : 107 minutes
- Dates de sortie : 
  - États-Unis : 19 mai 1951
  - France : 27 février 1952

## Distribution
- Joan Crawford : Agatha Reed
- Robert Young : Docteur James Merrill
- Frank Lovejoy : Matt Cole
- Eve Arden : Woody
- Janice Rule : Virginia Merrill
- Lurene Tuttle : Ellen Griswold
- Howard St. John : Claude Griswold
- Viola Roache : Miss Shackelford
- Ellen Corby : Miss Birdshaw
- Morgan Farley : Docteur Pitt
- Virginia Gibson : Mary Nell Dodge
- John Qualen : Professeur Dingley